# Anne Titze
Anne Titze-Göhl (* 1. Juni 1972 in Darmstadt als Anne Titze) war bis zu ihrem Rückzug aus dem Leistungssport 2002 die erfolgreichste deutsche Speedskaterin. Sie siegte bei Welt- und Europameisterschaften sowie den World Games.

## Werdegang
Anne Titze wurde am 1. Juni 1972  in Darmstadt als zweites Kind geboren. Sie lebte zunächst in Seeheim an der Bergstraße.
Sie ging bis zu ihrem Abitur 1991 in Seeheim-Jugenheim zur Schule. Den anschließenden Diplomstudiengang Sportwissenschaften an der Universität Frankfurt schloss sie 1996 in der Hauptdiplomprüfung als Diplom-Sportwissenschaftlerin (Univ.) mit Auszeichnung ab.
Nach dem Studium arbeitete sie unter anderem beim Sportartikel-Vertrieb Powerslide und als sportliche Ausbildungsleiterin für das K2 Skate College. Sie arbeitet u. a. als Gesundheitsförderer in verschiedenen Bereichen.
Sie ist seit 2001 mit Andreas Göhl verheiratet, wohnt in Lauf an der Pegnitz und hat zwei Kinder.

## Sport

### Karriere
Anne Titze betrieb von 1979 bis 2002 Speedskating (Rollschuh und Inline), zunächst im Verein RSV Seeheim, ab 1982 bei Blau-Gelb Groß-Gerau. Mit 15 Jahren wurde sie auf Grund ihrer Leistung, entgegen den damals geltenden Regeln des Deutschen Rollsportbundes, noch als Juniorin für die EM der Aktiven nominiert, was sonst nur den Läufern der Aktivenklasse (ab 18) vorbehalten war. Bei dieser EM erzielte sie einen A-Kader Platz, den sie bis zum Ende ihrer Laufbahn behielt. Sie war seit 1986 jährlich in der deutschen Nationalmannschaft und erfolgreichste deutsche Speedskaterin mit 3 Weltmeister-, 5 Europameister- und 2 World Games-Titeln. Sie holte insgesamt 53 Medaillen bei EM, WM und World Games.

### Erfolge

#### Weltmeisterschaften
Strecken: S Straße; B Bahn
| Jahr   | Ort              | Gold             | Silber | Bronze       | Platzierung       |
| ------ | ---------------- | ---------------- | ------ | ------------ | ----------------- |
| 1987   | Grenoble         |                  |        |              | 6. (Staffel)      |
| 1988   | Cassano d'Adda   |                  |        |              | 6. (Staffel)      |
| 1991   | Oostende         | 1500 B Staffel B | 500 B  | 300 B        |                   |
| 1992   | Rom              | 500 S            |        | 3000 S       | 2 × 4.,5.,9.      |
| 1993   | Colorado Springs |                  |        |              | 2 × 7.,10.        |
| 1994   | Gujan-Mestras    |                  |        | Staffel B    | 4.,9.,2 × 11.     |
| 1995   | Perth            |                  |        |              | 2 × 8.,11.,12.    |
| 1996   | Padua, Treviso   |                  |        |              | 6.,2 × 7.,2 × 10. |
| 1997   | Mar del Plata    |                  |        | Halbmarathon | 2 × 11.           |
| 2001   | Valence d'Agen   |                  |        |              | 8.                |
| Gesamt | Gesamt           | 3                | 1      | 4            |                   |

#### World Games
| Jahr   | Ort       | Gold      | Silber | Bronze | Platzierung |
| ------ | --------- | --------- | ------ | ------ | ----------- |
| 1989   | Karlsruhe |           | 300    |        | 6., 7.      |
| 1993   | Den Haag  | 1000 3000 | 300    |        | 7.          |
| 1997   | Lahti     |           |        |        | 2 × 10.     |
| Gesamt | Gesamt    | 2         | 2      | —      |             |

#### Europameisterschaften
Strecken: S Straße; B Bahn
| Jahr   | Ort                        | Gold                   | Silber                    | Bronze                       | Platzierung        |
| ------ | -------------------------- | ---------------------- | ------------------------- | ---------------------------- | ------------------ |
| 1987   | Oostende                   |                        |                           |                              | 4., 6.             |
| 1988   | Gujan-Mestras              |                        |                           | Staffel                      |                    |
| 1989   | Pico, Azoren               | Staffel S              |                           | 500 S Staffel B              | 4., 2 × 5., 4 × 6. |
| 1990   | Inzell                     | Staffel B 500 S 3000 S | Staffel S                 | 1000 m S 5000 S              | 4., 4 × 6.         |
| 1991   | Pineto, Pescara            |                        | 300 B 10000Aus S          | 1000 B S 5000 B S 10000Aus S | 2 × 5., 2 × 6.     |
| 1992   | Acireale                   |                        | 300 S                     | Staffel B S                  | 3 × 4.,4 × 5.,6.   |
| 1993   | Valence d'Agen             | 300 S                  | Staffel B 10000Aus S      | 1000 B S 3000 S Staffel S    | 3 × 4.             |
| 1994   | Pamplona                   |                        | 500 S 1000Aus S Staffel S | 1000 B S 3000 B S Staffel S  | 2 × 6.             |
| 1995   | Terceira, Azoren           |                        | 500 B 5000Aus B           | Staffel B 300 S              | 3 × 4., 2 × 5.     |
| 1996   | Lamballe                   |                        |                           | 1500 S                       | 7.,3 × 8.,9.,10.   |
| 1997   | Roseto, Sulmona            |                        |                           | Staffel B                    | 7.,9.,10.          |
| 1999   | Oostende                   |                        |                           | 500 S                        |                    |
| 2001   | Portugal Paços de Ferreira |                        |                           |                              | 2 × 6.             |
| Gesamt | Gesamt                     | 5                      | 11                        | 25                           |                    |

#### Deutsche Meisterschaften und andere nationale Erfolge
Titze ist 49-fache Deutsche Meisterin und errang 28 Vizemeisterschaften. Titze hat 1999 in Deutschland alle Halb- und Marathons gewonnen, bei denen sie gestartet ist, darunter
- Shell-Marathon Hamburg (Deutsche Marathonmeisterin + Streckenbestzeit)
- Hannover-Marathon
- German Inline Cup, Darmstadt
- German Inline Cup, Konstanz (Deutsche Halbmarathonmeisterin)
- Alberto-Marathon, Berlin (Streckenbestzeit mit 1:09:32 h und  Marathon-Weltrekord Frauen flache Straße)[3]
- Hamburg-Mannheimer Cup (Streckenbestzeit)
- Köln-Ford-Marathon

## Auszeichnungen
- 2003: Silbernes Lorbeerblatt, 31.3. Berlin[4]
- 2000: Ehrennadel des Deutschen Rollsport und Inline Verbandes (DRIV) in Gold
- 1997: Sportlerin des Jahres des Kreises Groß-Gerau
- 1992: Sportplakette des Landes Hessen, 26.11. Bad Nauheim
- 1991: Sportehrenpreis des Landkreises Darmstadt-Dieburg
- 1989: Auszeichnung mit dem Sportpreis der Arbeitsgemeinschaft der Postsportvereine

## Auftritte im Fernsehen
Durch die Erfolge und den beginnenden Aufschwung des Inline-Skatings wuchs das Medieninteresse was für die Weiterentwicklung der Sportart hilfreich war,
- 1993 Flutlicht SWF3
- 1994 Xtreme Fun City
- 1994 HR3 Sportkalender
- 1996 Menschen in Hessen HR
- 1996 HR Pop und Weck
- 2000 Kika Tigerenten Club 24.6.
- 2001 ZDF Frühstücksfernsehen
- 2001 VOX Fit for Fun TV
- 2002 ZDF Volle Kanne